# Legaia 2: Duel Saga
Legaia 2: Duel Saga is een videospel voor het platform Sony PlayStation 2. Het spel werd uitgebracht in 2001. 